# TK (歌手)
TK（1982年12月23日—），本名北嶋徹（日语：／ Kitajima Tooru），個人活動則使用“TK from 凜冽時雨”之名義，生於東京都調布市，並在多摩長大。日本男歌手，亦是日本搖滾樂團凜冽時雨的主唱兼吉他手。凜冽時雨的樂曲全都是由TK作詞、作曲，除此之外，TK也有參加樂曲的錄音管理、混音、後期處理。其又以極富個人特色的聲綫與嘶吼唱法知名。

## 經歷

### 2011年
4月27日，發行首個個人作品「film A moment」。它以DVD+相冊的形式發行，收錄他在蘇格蘭和愛爾蘭拍攝的照片，同時在6月24日至7月10日在東京原宿Luckand開設以此作品為名的畫廊，展示了他在當中使用的吉他和相機。

### 2012年
5月1日，發行了首張個人錄音室專輯「flowering」它以兩種規格發行，一種是僅含CD的普通版，另一種是帶有工作室現場錄像DVD的初回限定版。
8月30日，參與在東京澀谷公會堂舉行的現場「Fly like an Eagle」，是個人項目首次的現場演出。

### 2013年
負責SMAP在6月5日發行的單曲「Joy!!」中的B面曲「掌の世界」的作曲作詞。這是第一首提供給其他藝人的歌曲。編曲是由曾在Cutemen和電気グルーヴ活躍的CMJK負責。
參與Spangle call Lilli line在6月12日發行的精選輯「SINCE2」。收錄了代表歌曲「nano」的混音版「nano - TK kaleidoscope Remix」。次日，由Spangle call Lilli line的成員笹原清明和映像作家北山大介執導的 MV 公開。
參與在8月2日至4日舉行的搖滾音樂節「ROCK IN JAPAN FESTIVAL 2013」，是個人項目首次在戶外音樂節亮相。登場時間為最後一天的4日，在第二大舞台「LAKE STAGE」的壓軸。9月1日，他還在「SPACE SHOWER SWEET LOVE SHOWER 2013」演出。
為將於9月15日至29日播出的「JRATHE LEGEND」スプリンターズS編製作CM音樂。這是他第一次為CM音樂提供樂曲。

### 2014年
在2月21日至3月13日舉行自彈自唱的巡迴演出「TK Acoustic & Electric TOUR 2014 “Killing you softly” 」。
3月5日，發行迷你專輯「contrast」。
sukekiyo（DIR EN GRAY主唱Kyo的個人項目）在4月30日發行的第一張專輯「IMMORTALIS」的初回限定版特典CD中收錄了TK的「zephyr」混音。
6月12日至21日，首場巡迴演唱會「TK from Ling Tosite Sigure TOUR 2014 “contrast”」在三個城市舉行了三場演出。
負責南壽あさ子在6月25日發行的單曲「みるいろの星」的音軌。
7月23日，新曲「unravel」的單曲發行。本曲是動畫「東京喰種」的主題曲，該動畫於7月至9月在TOKYO MX播出。
8月27日，發行第二張專輯「Fantastic Magic」。與此同時，從10月8日開始，live house巡迴演唱會「TK from Ling tosite sigure TOUR 2014 “Fantastic Color Collection”」在4個城市舉行了4場演出。

### 2015年
於7月18日和7月20日分別在 Billboard Live Tokyo 和 Billboard Live Osaka 舉行了兩場個人演唱會。在同一場演出中，演奏了個人項目和凜冽時雨的歌曲。

### 2016年
2月4日，舉行了個人主辦的"error for 0 vol.1"。HIATUS受邀作為嘉賓。
3月2日，發行迷你專輯「Secret Sensation」。此外，他還負責收錄於同日發行的安藤裕子第9張專輯「頂き物」中「Last Eye」的作曲。

## 外部連結
1. 官方網站 （页面存档备份，存于）
2. TK的Instagram帳戶